# 短突刺足蛛
短突刺足蛛（学名：Phrurolithus pennatus）为光灰蛛科刺足蛛属的动物。分布于日本以及中国大陆的浙江、山西等地。该物种的模式产地在日本。